# 동판교 나들목
동판교 나들목(東板橋-, E.Pangyo IC)은 경기도 성남시 수정구 시흥동에 설치된 제2경인고속도로의 19번 교차로이다. 2017년 9월 27일에 개통되었다. 건설 당시 가칭은 시흥 나들목이었다.

## 연혁
- 2010년 3월 19일 : 나들목 신설을 위해 성남시 도시계획시설 교통광장에 수정구 시흥동 일원을 시흥 나들목으로 고시[1]
- 2013년 10월 7일 : 2017년 5월 30일까지 나들목 부지 내 성남비행장 고도 제한 초과 구간 노선 변경을 위해 성남시 도시계획시설 교통광장 면적 변경[2]
- 2017년 9월 27일 : 제2경인고속도로 안양 ~ 성남 구간 개통과 함께 동판교 나들목으로 통행 개시[3]
- 2023년 1월 2일: 북의왕 나들목 ~ 여수대로 나들목 구간 운행재개

## 구조물 정보
인근에 한국수자원공사 시설물이 있어 부지상 여건 때문에 트럼펫 형태에서 변형된 입체 교차로이며, 성남 방향 진출과 인천 방향 진입만 가능하다. 이 나들목 건설로 인해 분당내곡도시고속화도로가 이설되면서 송현지하차도가 신설되었다.
- 위치: 경기도 성남시 수정구 시흥동

## 접속하는 도로
- 분당내곡도시고속화도로